# Marie-François-Louis Gand-Leblanc du Roullet
Marie-François-Louis Gand-Leblanc du Roullet (francès: François-Louis Gand Le Bland Du Roullet)  (Normanville, 11 d'abril de 1716 - París, 2 d'agost de 1786) fou un diplomàtic i dramaturg francès.
Se'l recorda principalment com a llibretista de les òperes de Gluck Iphigénie en Aulide i Alceste (versió francesa de 1776). També va co-escriure (amb Louis-Théodore de Tschudi) el llibret per a l'òpera de Salieri Les Danaïdes.